# فيجاي أير
فيجاي أير (بالإنجليزية: Vijay Iyer)‏ هو عازف جاز وملحن وعازف بيانو أمريكي، ولد في 1971 في روتشستر في الولايات المتحدة.

## وصلات خارجية
- الموقع الرسمي
- فيجاي أير على موقع IMDb (الإنجليزية)
- فيجاي أير على موقع ميوزك برينز (الإنجليزية)
- فيجاي أير على موقع أول ميوزيك (الإنجليزية)
- فيجاي أير على موقع ديسكوغز (الإنجليزية)